# Eriochilus
Eriochilus es un género de orquídeas (familia Orchidaceae). Tiene nueve especies geófitas. Es originario del este y sudoeste de Australia, donde crecen en los bosques, los bosques abiertos y brezales. 

## Descripción
Entre los géneros que componen la subtribu Caladeniinae, Eriochilus es el único género con flores con el labio carnoso, y mechones de pilosidad glandular, que forma un tubo estrecho con la columna. Sus especies se componen de una planta de tubérculos enterrados, sin raíces aparentes, tallos no ramificados y hoja sensible con un único óvalo,  basal y por encima las inflorescencias alargadas con hasta cuatro flores. Las flores tienen grandes sépalos laterales pálidos que se destacan más que los otros segmentos. El sépalo dorsal está tumbado en la columna, los pétalos son estrechos. El labio es trilobulado, lóbulo medio con una base amplia y márgenes estrechos cubierto por púrpura o blanco.

## Taxonomía
El género fue descrito por Robert Brown  y publicado en Prodromus Florae Novae Hollandiae 323. 1810.

## Especies
- Eriochilus cucullatus (Labill.) Rchb.f.[4]
- Eriochilus dilatatus Lindl. - White Bunny Orchid[5]
- Eriochilus helonomos Hopper & A.P.Br.[6]
- Eriochilus magenteus D.L.Jones[7]
- Eriochilus petricola D.L.Jones & M.A.Clem.[8]
- Eriochilus pulchellus Hopper & A.P.Br.[9]
- Eriochilus scaber Lindl. - Pink Bunny Orchid[10]
- Eriochilus tenuis Lindl.[11]
- Eriochilus valens Hopper & A.P.Br.[12]